# Premio César per il miglior cortometraggio di fiction
Il premio César per il miglior cortometraggio di fiction (César du meilleur court métrage de fiction) è un premio cinematografico francese assegnato annualmente dall'Académie des arts et techniques du cinéma dal 1977 al 1991.
A partire dal 1992 è stato assegnato il premio per il miglior cortometraggio.

## Albo d'oro
I vincitori sono indicati in grassetto, a seguire gli altri candidati.

### Anni 1970-1979
- 1977: Comment ça va je m'en fous, regia di François de Roubaix
  - Chaleurs d'été, regia di Jean-Louis Leconte
  - Le destin de Jean-Noël, regia di Gabriel Auer
  - L'enfant prisonnier, regia di Jean-Michel Carré
  - L'hiver approche, regia di Georges Bensoussan
  - La nuit du beau marin peut-être, regia di Frank Verpillat
- 1978: 500 grammes de foie de veau, regia di Henri Glaeser
  - Le blanc des yeux, regia di Henri Colombier
  - Je veux mourir dans la patrie de Jean-Paul Sartre, regia di Mosco Boucault
  - Sauf dimanches et fêtes, regia di François Ode
  - Temps souterrain, regia di András Dávid
- 1979: Dégustation maison, regia di Sophie Tatischeff
  - Le chien de monsieur Michel, regia di Jean-Jacques Beineix
  - Jeudi 7 avril, regia di Peter Kassovitz
  - L'ornière, regia di François Dupeyron

### Anni 1980-1989
- 1980: Colloque de chiens, regia di Raúl Ruiz
  - Nuit féline, regia di Gérard Marx
  - Sibylle, regia di Robert Cappa
- 1981: Toine, regia di Edmond Séchan
  - Le bruit des jambes de Lucie, regia di Anne Quesemand
  - La découverte, regia di Arthur Joffé
  - Vive la mariée, regia di Patrice Noïa
- 1982: Les photos d'Alix, regia di Jean Eustache
  - Cher Alexandre, regia di Anne Lemonier
  - Le concept subtil, regia di Gérard Krawczyk
  - Le rat noir d'amérique, regia di Jérôme Enrico
- 1983: Bluff, regia di Philippe Bensoussan
  - Corre, gitano, regia di Tony Gatlif
  - Merlin ou le cours de l'or, regia di Arthur Joffé
  - La saisie, regia di Yves-Noël François
- 1984: Star suburb: La banlieue des étoiles, regia di Stéphane Drouot
  - Coup de feu, regia di Magali Clément
  - Panique au montage, regia di Olivier Esmein
  - Toro Moreno, regia di Gérard Krawczyk
- 1985: Première classe, regia di Mehdi El Glaoui
  - La combine de la girafe, regia di Thomas Gilou
  - Homicide by Night, regia di Gérard Krawczyk
  - Oiseau de sang, regia di Frédéric Rippert
  - Premiers mètres, regia di Pierre Lévy
- 1986: Grosse, regia di Brigitte Roüan
  - La consultation, regia di Radovan Tadic
  - Dialogue de sourds, regia di Bernard Nauer
  - Juste avant le mariage, regia di Jacques Deschamps
  - Le livre de Marie, regia di Anne-Marie Miéville
- 1987: La Goula, regia di Roger Guillot
  - Alger la blanche, regia di Cyril Collard
  - Les arcandiers, regia di Manuel Sanchez
  - Bel ragazzo, regia di Georges Bensoussan
  - Belle de jour, regia di Henri Gruvman
  - Bocetta revient de guerre, regia di Jean-Pierre Sinapi
  - Le bridge, regia di Gilles Dagneau
- 1988: Présence féminine, regia di Éric Rochant
  - D'après Maria, regia di Jean-Claude Robert
  - Pétition, regia di Jean-Louis Comolli
- 1989: Lamento, regia di François Dupeyron
  - Big Bang, regia di Eric Woreth
  - Une femme pour l'hiver, regia di Manuel Flèche
  - New York 1935, regia di Michèle Ferrand-Lafaye

### Anni 1990-1999
- 1990: Lune froide, regia di Patrick Bouchitey
  - Ce qui me meut, regia di Cédric Klapisch
  - Vol nuptial, regia di Dominique Crèvecoeur
- 1991: Foutaises, regia di Jean-Pierre Jeunet
  - Deux pièces/cuisine, regia di Philippe Harel
  - Final, regia di Irène Jouannet
  - Uhloz, regia di Guy Jacques

### Anni 2020-2029
- 2021 : Qu'importe si les bêtes meurent,  regia di Sofia Alaoui
  - L'aventure atomique regia di Loïc Barché
  - Baltringue regia di Josza Anjembe
  - Je serai parmi les amandiers, regia di Marie Le Floc'h
  - Un adieu regia di Mathilde Profit

- 2022 : Les Mauvais Garçons regia di Élie Girard
  - L'Âge tendre regia di Julien Gaspar-Oliveri
  - Le Départ regia di Saïd Hamich
  - Des gens bien regia di Maxime Roy
  - Soldat noir regia di Jimmy Laporal-Trésor
- 2023 : Partir un jour regia di Amélie Bonnin
  - Haut les cœurs regia di Adrian Moyse Dullin
  - Le Roi David regia di Lila Pinell
  - Les Vertueuses regia di Stéphanie Halfon
- 2024 : L'Attente regia di Alice Douard 
  - Boléro regia di Nans Laborde-Jourdàa
  - Rapide regia di Paul Rigoux
  - Les Silencieux regia di Basile Vuillemin
- 2025 : L'Homme qui ne se taisait pas regia di Nebojša Slijepčević
  - Boucan (court métrage)|Boucan regia di Salomé Da Souza
  - Ce qui appartient à César regia di Violette Gitton
  - Queen Size regia di Avril Besson